# Wrong Cops
Pour plus de détails, voir Fiche technique et Distribution.
Wrong Cops est une comédie franco-américaine réalisée par Quentin Dupieux sortie en 2013.

## Synopsis
Le film commence par montrer Duke, un policier, qui vend de l'herbe dans la rue. Il terrorise aussi David, un passant, et l'oblige à lui faire écouter la musique que David est en train d'écouter. Puis il rejoint Sunshine, un de ses collègues, à qui il donne de l'herbe en échange d'un service : tuer un homme, que nous appelerons Le Voisin, sur qui Duke a tiré par erreur, mais qui n'a pas encore succombé. 
Sunshine accepte car il a des problèmes d'argent. Il met alors l'homme dans sa voiture pour aller l'enterrer chez-lui, mais celui-ci se réveille et lui demande de mettre de la musique. Arrivé chez lui, Sunshine commence à creuser et trouve un sac de 13 000 dollars. Il appelle alors Duke et l'informe que n'ayant plus de problèmes d'argent, il va lui rendre Le Voisin. 
Pendant ce temps, Renato, un autre policier, profite de son autorité pour récupérer le contact de Julia, une jeune femme. Puis une de ses collègues, Shirley vient le récupérer en voiture pour aller voir une scène d'homicide, un suicide d'après la conclusion des deux policiers. Renato en profite pour voler une revue, dans laquelle ils trouvent avec Shirley quelque chose d'intéressant. 
Plus tard, Renato donne rendez-vous à Julia. Il veut la forcer à lui montrer ses seins, mais Julia se défend avec une bombe lacrymogène, puis s'en va. 
On retrouve Duke et Shirley au réfectoire, et elle montre à Duke la revue, dans laquelle apparaît une photo de Sunshine en train de se faire sodomiser. Duke lui raconte alors que Sunshine a trouvé 13 000 dollars. 
Puis Duke va chez Rough, un collègue, qui lui fait écouter une musique sur laquelle il travaille. Duke lui dit que c'est de piètre qualité, et amène Le Voisin (toujours vivant) pour qu'il confirme ou non cette critique. Mais Duke les quitte en urgence, et Le Voisin s'endort. 
Une voisine vient alors demander à Rough de faire l'amour avec elle : il accepte et ils vont dans sa voiture. Pendant ce temps Le Voisin se réveille et ajoute quelque chose à la musique de Rough : ce dernier revient dans son appartement et trouve l'ajout positif. Ils vont donc faire écouter le morceau à un producteur, qui refuse de le produire. 
Pendant ce temps, Shirley appelle Sunshine et lui propose de lui donner l'argent qu'il a trouvé en échange qu'elle ne diffuse les photos de la revue. 
Sunshine exprime à Duke son mécontement d'avoir parlé du magot à d'autres personnes, puis il va au lieu de rendez-vous donné par Shirley et lui donne les 13 000 dollars en échange de la revue. 
Sunshine commence à creuser partout dans son jardin dans l'espoir de trouver un autre sac de billets. 
Duke revient enfin chez Rough, et le trouve dans sa baignoire prêt à se suicider. 
Renato quant à lui prend la déposition de David, qui indique qu'un policier (qui s'avère être Duke) l'a kidnappé pour lui faire écouter de la musique chez lui. David a réussi à s'échapper et c'est à ce moment que Duke, essayant de l'arrêter, a tiré sur Le Voisin. Shirley interrompt la déposition pour montrer à Renato l'argent qu'elle vient d'obtenir, sans vouloir partager : cela énerve Renato qui sort la victime (et les autres personnes) de son bureau. 
Sunshine est toujours en train de creuser, lorsque sa fille trouve la revue : elle va voir son père pour lui demander des explications, qui se suicide sur le coup. 
Le film se termine par l'enterrement de Sunshine.

## Fiche technique
- Titre original : Wrong Cops
- Réalisation : Quentin Dupieux
- Scénario : Quentin Dupieux et Diane Bardinet
- Photographie : Quentin Dupieux
- Montage : Quentin Dupieux
- Musique : Mr. Oizo
- Production : Kevos Van Der Meiren, Diane Jassem et Josef Lieck
  - Coproducteur : Sergei Selyanov et Daniel Goroshko
  - Producteur délégué : Grégory Bernard
  - Producteur associé : Pierre Weisbein, Filipe Vieira et Christine Ponelle
- Sociétés de production : Realitsm Films, CTB
- Distribution :  UFO Distribution,  IFC Midnight
- Pays d'origine :  États-Unis et  France
- Langue originale : anglais
- Genre : comédie
- Durée : 83 minutes
- Dates de sortie :
  -  États-Unis : 20 janvier 2013 (Festival du film de Sundance 2013) ; 18 décembre 2013 (sortie nationale)
  -  France : 19 mars 2014

## Distribution
- Mark Burnham : Duke
- Éric Judor : Rough

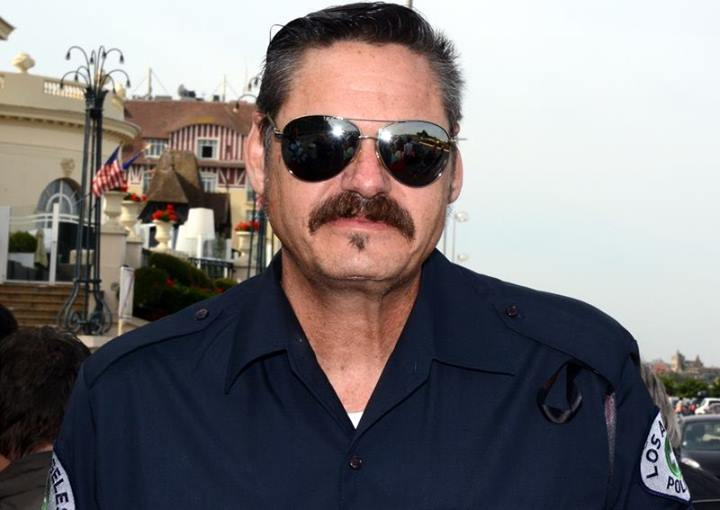
L'acteur principal Mark Burnham au festival du cinéma américain de Deauville 2013.

- Marilyn Manson : David Dolores Frank
- Steve Little : Sunshine
- Eric Wareheim : Renato
- Arden Myrin : Shirley
- Daniel Quinn : le voisin
- Ray Wise : le capitaine Andy
- Don Stark : Gary
- Agnes Bruckner : Julia Kieffer
- Brandon Beemer : officier Brown
- Jon Lajoie : officier Regan
- Steve Howey : Sandy / Michael
- Jack Plotnick : Dolph Springer
- Eric Roberts : Bob
- Grace Zabriskie : la mère de Duke
- Hillary Tuck : la femme de Sunshine
- Ping Wu : le chinois
- Kurt Fuller : le producteur de musique

## Production
Quentin Dupieux a d'abord écrit et tourné un chapitre, comme un court-métrage seul, avec Marilyn Manson et Mark Burnham. Il décide plus tard d'y ajouter six épisodes pour en faire un long-métrage. Insatisfait, il inverse l'ordre des séquences pour parvenir au montage final.

## Sortie
Avant même sa sortie officielle, le réalisateur et l'équipe montent seulement trois chapitres, à la manière d'une série télévisée qu'ils projettent au Festival du film de Sundance. Chaque « épisode » contient même un court générique ; le réalisateur déclare que « Ça marchait du feu de dieu. Dès que le générique redémarrait, la salle était hystérique ».
En France, le film connaît une promotion assez originale chez MK2 pour sa sortie en salles le 19 mars 2014. Premièrement, les cinémas MK2 ont diffusé chaque semaine un teaser différent. De plus, chaque spectateur du film reçoit 10 cm de pellicule de Rubber, dans la limite des stocks disponibles. Une voiture de police américaine aux couleurs du film se déplace dans Paris les week-ends des 15-16 mars et 22-23 mars 2014 puis stationne à proximité des MK2 Quai de Loire / Quai de Seine, MK2 Bibliothèque, quartier Odéon/St Michel, esplanade MK2 Bibliothèque, quartier Opéra, Champs Élysées, etc.

## Clin d’œil
Rose et Kylie regardent Rubber, le troisième film de Quentin Dupieux.
Dolph Springer (antihéros de Wrong) fait une apparition avec son chien Paul.
Un Chivers, personnage de son deuxième film Steak, achète de l'herbe à Duke au début du film.

## Réception critique

### Critiques négatives
- Mad Movies : « Abandonnant les récits entremêlés et les réalités parallèles, le cinéaste s'y contente d'enfiler des vignettes à la Buñuel, qui se succèdent avec une fluidité absurde dans des décors de banlieue américaine volontairement anonymes. »
- Première : « Avec ce nouveau film moins dada et plus narratif, Dupieux touche ses limites. »
- TF1 News : « Dommage car Dupieux avait des choses à dire à ses débuts (Steak, Nonfilm). Désormais, il adopte la posture de l'européen qui récite complaisamment toute une sous-culture américaine et doit revenir à ce qu'il sait faire de mieux : se mettre en danger. »
- Libération : « Il émane de Wrong Cops une sorte de désinvolture, presque une paresse d’écriture bullshit, qui provoque autant la déception que la bonne surprise. Mais, après tout, qui a dit qu’un film devait être bon du début à la fin ? »

### Critiques positives
- Cahiers du cinéma : « Dupieux refuse l’appel du "film de la maturité" mais construit de plus en plus solidement son domaine nonsensique. Ne faisant rien pour améliorer son cas, il mérite qu’on lui redouble tous nos encouragements. »
- Le Monde : « Adepte de l'absurde, Dupieux imagine un polar dégénéré, au diapason de la musique électro qu'il compose sous le pseudonyme de Mr Oizo (...). Wrong Cops est à l'image de ses compositions : grinçant et obsédant. Sous la drôlerie apparente, le film est terriblement anxiogène. »
- Télérama : « Ce monde absurde sans foi ni loi suinte la frustration, l'ennui et l'angoisse. Il réserve aussi des plaisirs inattendus, autour de la création musicale, de son langage, du lien social qu'elle favorise. »
- Le Figaroscope : « Psychopathes ou abrutis, ou les deux à la fois, les personnages de Dupieux font désespérer de l'humanité. Mais pas d'un cinéma libre et déjanté. »
- Les Inrockuptibles : « Derrière l’apparente gratuité du film, son côté cirque freak, Quentin Dupieux raconte en fait son angoisse d’une normalité effrayante, qu’incarne à lui seul le contre-emploi drôle et assez émouvant de Marilyn Manson ».
- TéléCinéObs : « C'est un hilarant petit théâtre de l'absurde que ficelle ce cinéaste branché mais insolent (...), avec le relâchement nécessaire et la finesse ad hoc pour que l'exercice ne sombre pas dans une complaisance stérile ou un ennuyeux formatage. »
- Elle : « On ne peut s'empêcher de trouver émouvant un Éric Judor borgne qui s'acharne à composer un tube technoïde stupide et entêtant, secondé par un demi-cadavre mélomane. Quant aux apparitions d'un Marilyn Manson sans maquillage, pitoyable victime d'un flic pervers, on s'en délecte coupablement. »